# Geltinger Birk
Die Geltinger Birk (dänisch Gelting Birk) ist seit 1986 ein Naturschutzgebiet an der schleswig-holsteinischen Ostsee. Es liegt – nordöstlich von Gelting – überwiegend im Bereich der Gemeinde Nieby an der Geltinger Bucht am Ausgang der Flensburger Förde.

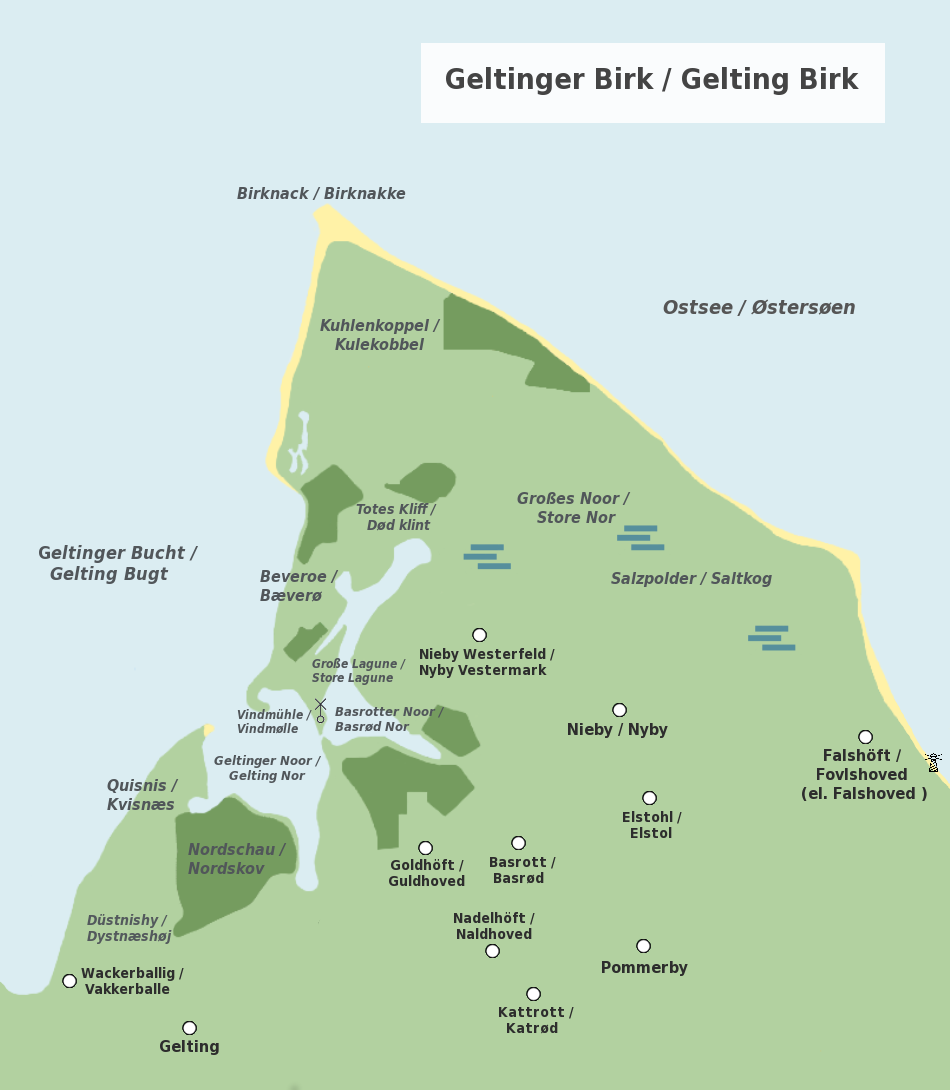
Übersichtskarte

## Name
Der nördliche Teil der Geltinger Halbinsel wird 1494 als Barkoe und 1519 als Berckoe bezeichnet. Der Flurname geht vermutlich auf dänisch birk für Birke (mittelniederdeutsch berke) und ø für Insel zurück. Die Bedeutung ist demnach Birkeninsel, da es sich bei dem Gebiet früher um eine Insel handelte. Zugleich bildete das Gebiet um Gelting ehemals ein Birk, das heißt einen nach Birkrecht aus der Harde herausgelösten rechtlich selbstständigen Bezirk, der 1494 erstmals bezeugt, aber vermutlich älter ist.

## Beschreibung des Gebiets

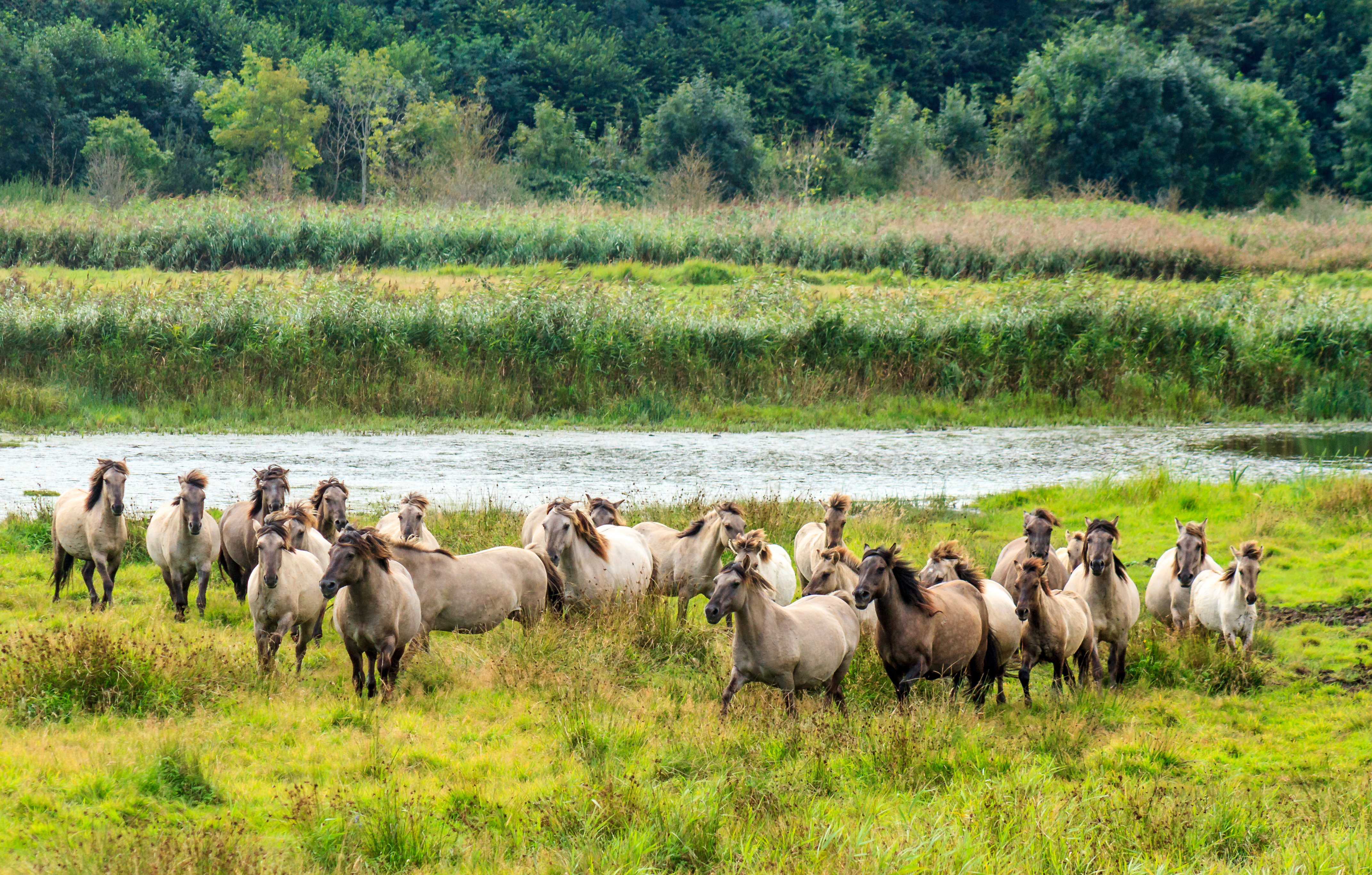
Konik-Herde in der Geltinger Birk (2017)

Mit seiner Fläche von rund 773 ha ist das in der Geltinger Bucht (Ostsee-Wasserfläche) und auf einer Halbinsel (es handelt sich um ein sogenanntes Höft) gelegene Naturschutzgebiet das größte im Kreis Schleswig-Flensburg. Das Gebiet gehört der Stiftung Naturschutz Schleswig-Holstein.
Von der Gesamtfläche liegen etwa 260 ha unter Normalnull. Die Landschaft ist geprägt durch Wasserflächen (Geltinger Noor), Strandseen, Sümpfe, Wälder, Salzwiesen, Dünen, Strand und Nehrungshaken. Zum Naturschutzgebiet gehören auch die an das Land grenzenden Flachwasserbereiche mit Seegraswiesen. Zur Erhaltung der Weidelandschaften werden von der Stiftung Naturschutz Schleswig-Holstein auf Teilen des Gebietes Herden von Pferden (Koniks), Rindern (Schottische Hochlandrinder, Galloways), Ziegen und Schafen eingesetzt.

## Geschichte
Die Geltinger Birk ist ein Nehrungshaken, der bei der Bildung einer Ausgleichsküste aufgrund von Sedimentverdriftung durch küstenparallele Strömungen entstand. Um die Birk landwirtschaftlich nutzen zu können, wurde dort 1581 der erste Deich an der schleswig-holsteinischen Ostseeküste errichtet, der das Geltinger und Beveroer Moor von der Ostsee abtrennte. Danach begann auch die Entwässerung des tief liegenden Gebietes. Der erste Deich wurde später durch eine Sturmflut zerstört. 1750 wurde der Grahlensteindamm als zweiter Deich erbaut. Mit der 1826 nach der Eindeichung des Großen Moores errichteten Windmühle Charlotte war es dann erstmals möglich, die Birk großflächig zu entwässern. Bis 2013 wurde der Wasserstand auf 3,20 Meter unter Meeresspiegelniveau abgesenkt. Seit dem 16. September 2013 wird über ein Rohr nördlich des Ortes Falshöft Seewasser in die Birk gelassen, um den Wasserstand auf einen Meter unter Meeresspiegelniveau zu erhöhen. Dadurch sind Lagunen und Salzwiesen wieder neu entstanden. Diese Maßnahme ist eines der größten Naturschutzprojekte, die in Schleswig-Holstein geplant bzw. realisiert wurden. In der Nacht vom 20. bis zum 21. Oktober 2023 brach durch eine Sturmflut der Deich zur Geltinger Birk und das Naturschutzgebiet wurde fast komplett überspült.

## Naturschutzrelevante Bedeutung

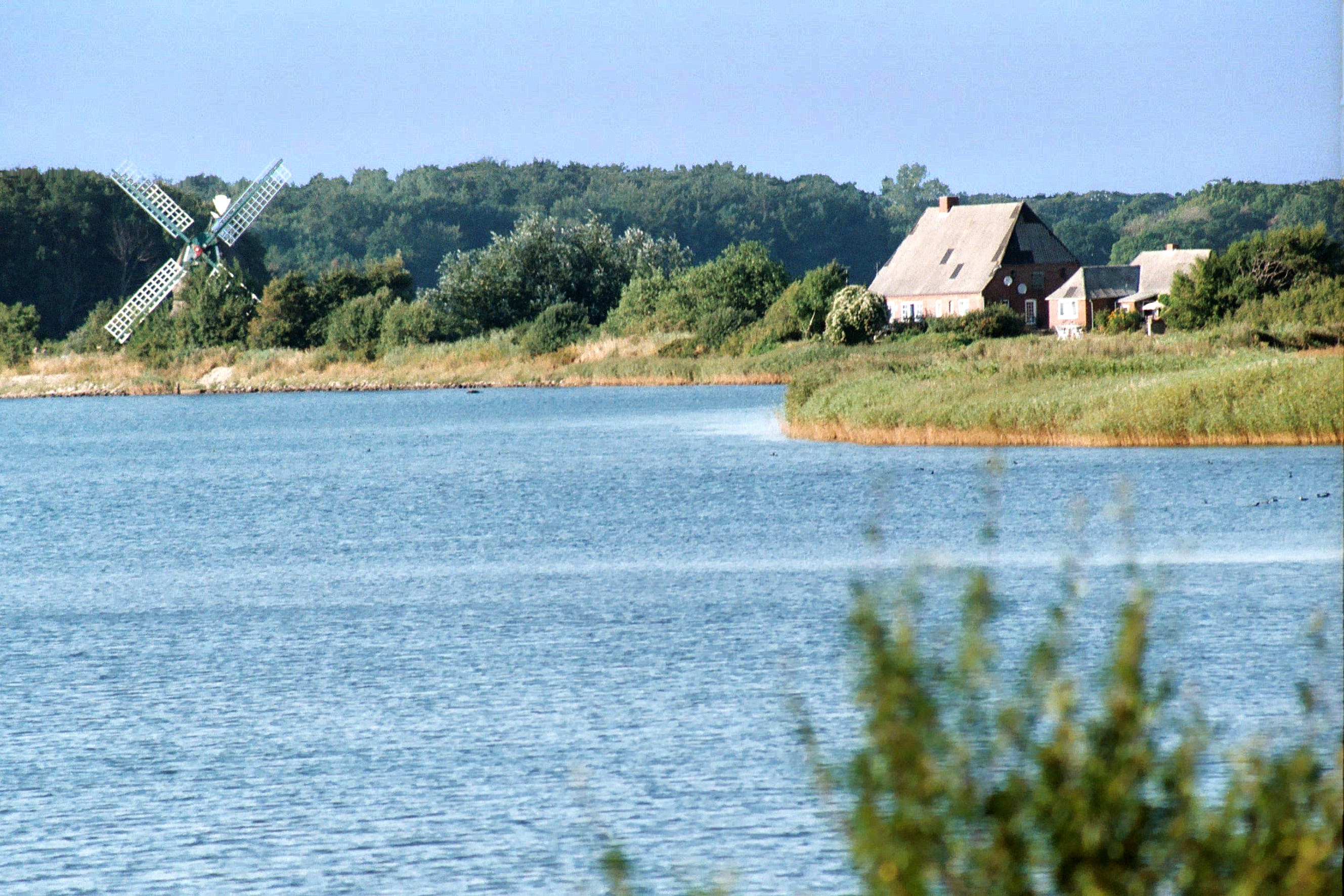
Blick über das Geltinger Noor (Wasserfläche im NSG) zur Windmühle Charlotte (2003)

Die Birk ist ein wichtiges Gebiet beim Vogelzug und für die Brut von rund zweihundert Arten. Zusätzlich brüten hier über 90 Vogelarten. Deswegen ist es ein beliebtes Ziel für Ornithologen. Auch aus botanischer Sicht ist das Gebiet interessant: Es kommen seltene und geschützte Arten wie der Echte Meerkohl (Crambe maritima) und die Stranddistel (Eryngium maritimum) vor. Die Geltinger Birk ist außerdem von Bedeutung als das einzige große Vorkommen der Weichen Rose (Rosa mollis) in Deutschland.
Das Naturschutzgebiet ist außerdem Bestandteil von zwei deutlich größeren Gebieten, die zum europäischen Natura-2000-Schutzgebietsnetzwerk gehören: Es liegt im FFH-Gebiet DE-1123-393 Küstenbereiche Flensburger Förde von Flensburg bis Geltinger Birk und im Europäischen Vogelschutzgebiet DE-1123-491 Flensburger Förde.

## Tourismus

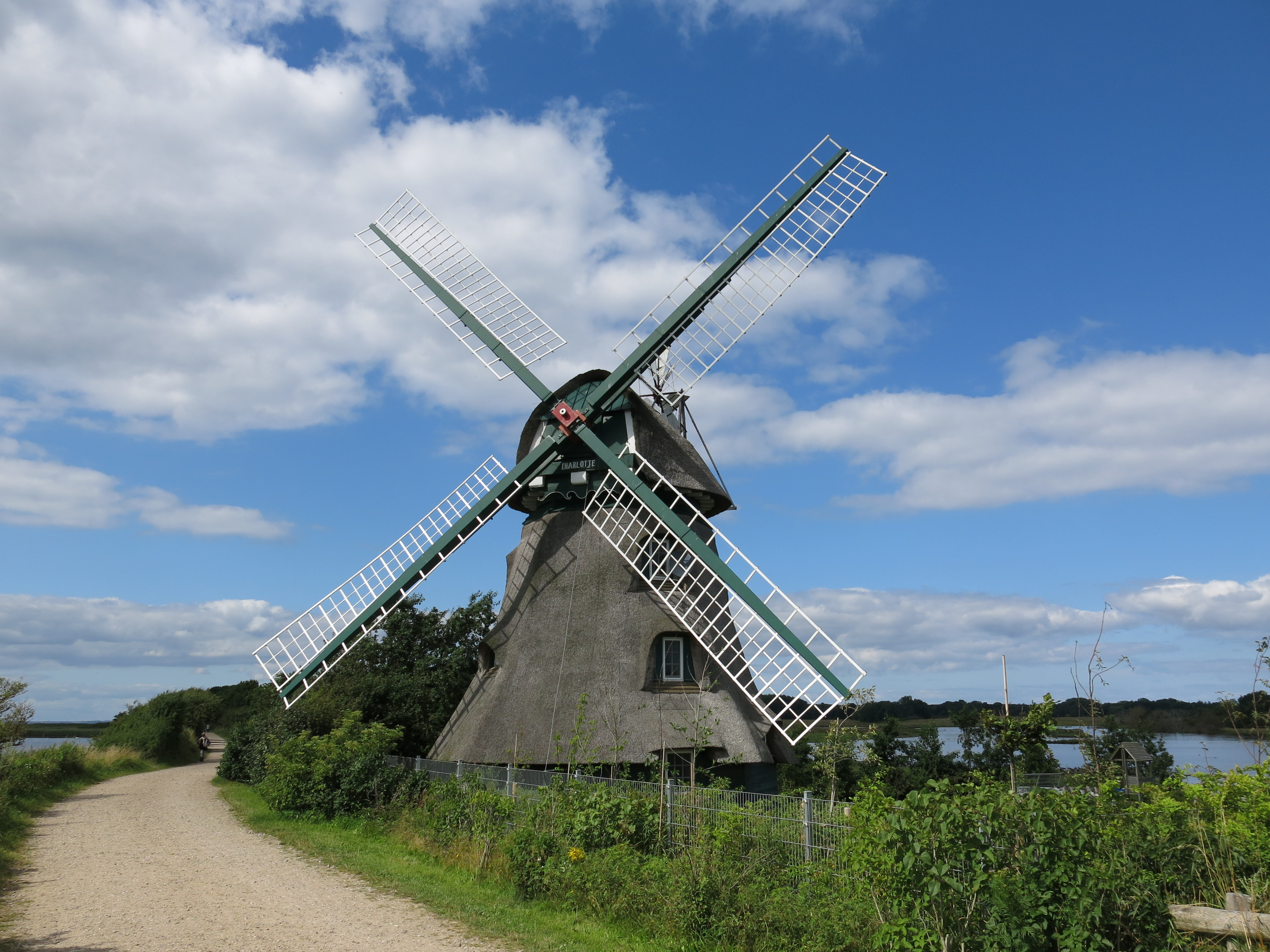
Die Windmühle Charlotte

Touristen ist das Gebiet über mehrere Rundwege zugänglich. Jährlich besuchen ca. 50.000 bis 80.000 Touristen das Naturschutzgebiet. Es gibt verschiedene Rundwanderwege. Das Radfahren im Naturschutzgebiet ist entlang ausgewiesener Wege erlaubt. In der Integrierten Station Geltinger Birk, die unter anderem vom Naturschutzbund Deutschland (NABU) und der Gemeinde Nieby unterhalten wird, gibt es eine kleine Ausstellung zur Geltinger Birk. Von hier aus werden die Birk und andere Naturschutzgebiete in der Region naturschutzfachlich durch hauptamtliche Mitarbeiter der Station (Landesamt für Landwirtschaft, Umwelt und ländliche Räume) betreut. Diese bieten Informationen und Führungen an bzw. vermitteln Führungen.

## Weblinks

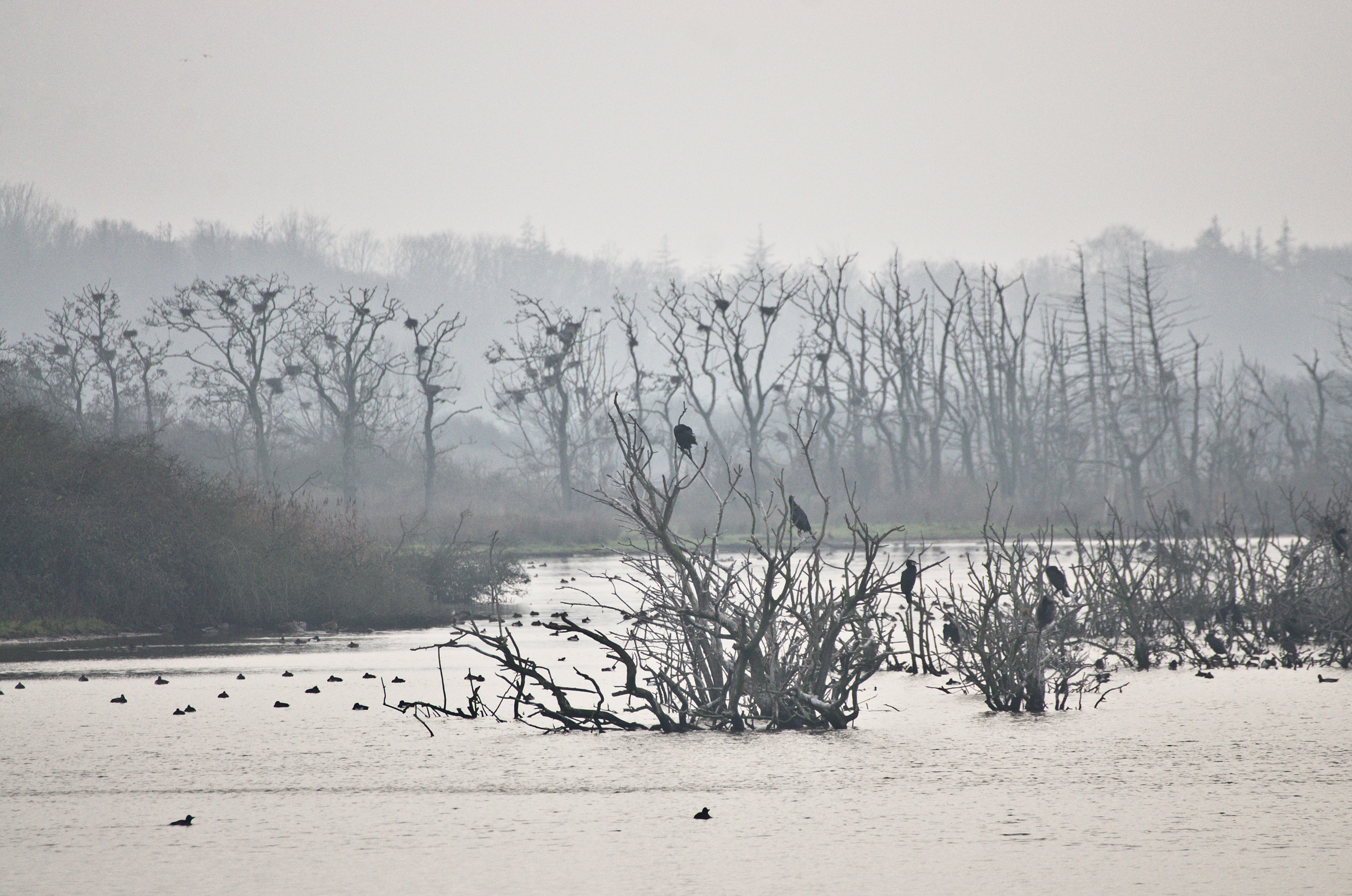
Vögel in der Geltinger Birk im Dezember 2020 auf einer wiedervernässten Fläche